# Coupe du Portugal de football 1980-1981
Navigation
1979-1980 1981-1982

La Coupe du Portugal de football 1980-1981 est la 41e édition de la Coupe du Portugal de football, considéré comme le deuxième trophée national le plus important derrière le championnat. 
La finale est jouée le 6 juin 1981, au stade national du Jamor, entre le Benfica Lisbonne et le FC Porto. Le Benfica remporte son dix-septième trophée en battant le FC Porto 3 à 1 et réussit le doublé coupe-championnat cette saison. Le FC Porto se qualifie pour la Coupe d'Europe des vainqueurs de coupe de football 1981-1982 en tant que finaliste de la Coupe nationale.

## Finale
| 6 juin 1981 | Benfica Lisbonne | 3 - 1   | FC Porto | Stade national du Jamor |                         |
|             |                  | (1 - 1) |          | Arbitrage : Alder Dante | Arbitrage : Alder Dante |
|             | Feuille de match |         |          | Arbitrage : Alder Dante | Arbitrage : Alder Dante |